# Constantin Călinoiu

Generalul Constantin Călinoiu.

Constantin Călinoiu a fost un general român.

## Biografie
S-a nascut in satul Dobrița, comuna Runcu, județul Gorj. A fost înaintat la gradul de general-maior (cu o stea) în 21 august 1979.
În perioada 15 decembrie 1982 - 1 iulie 1987 generalul Constantin Călinoiu a fost comandantul Comandamentului Trupelor de Grăniceri. A fost înaintat la gradul de general-locotenent (cu 2 stele) în 23 august 1984.